# Italo Sacchetto
Italo Sacchetto (Trebaseleghe, 1º luglio 1957) è un ex atleta paralimpico italiano non vedente.

## Biografia
Italo Sacchetto nasce a Trebaseleghe in provincia di Padova, da famiglia di contadini. Nel 1963 perde la vista e deve essere sottoposto a tre delicati interventi con lunga degenza. I trattamenti chirurgici lo mettono in grado di usufruire di un modestissimo residuo visivo (1/20), che perderà definitivamente nel 1976.
Entrato nel 1965 all'Istituto per minorati della vista Luigi Configliachi di Padova, vi frequenta le scuole primarie e secondarie e può formarsi come fisioterapista. In questo ambiente partecipa alle numerose attività musicali e sportive, ed è in tale ambito che matura in lui, anche grazie all'attenzione di competenti insegnanti, la vocazione all'agonismo.
Uscito dalla scuola e inserito nel mondo del lavoro, dal 1977 al 1996 si dedica intensamente a molteplici sport: goalball, torball e atletica leggera (salto in alto, salto in lungo, salto triplo, 400 metri piani, 800 metri piani, lancio del disco e getto del peso). Ha gareggiato per la società GS Configliachi PD fino al 1984, con il GS NoVe, sempre di Padova, dal 1985 al 1987 e con l'ASDIVE Venezia sino alla chiusura della carriera.  Attualmente, dopo diversi anni trascorsi a Livorno, è tornato a vivere a Padova con la moglie e il cane-guida Asia.

## Carriera

### Atletica leggera
Italo Sacchetto si è cimentato con varie discipline (tra il 1980 e il 1988) e in tutte ha conseguito il titolo italiano una o più volte, ma è nel salto in alto che ha raccolto i risultati più prestigiosi e raggiunto alcuni record mondiali.
Il 19 agosto 1981, ai campionati europei di Fulda in Germania vince la medaglia d'oro e stabilisce il record europeo (1,48 m).
Nel 1984, ai VII Giochi paralimpici estivi, a New York conquista l'oro paralimpico e un nuovo record mondiale (1,52 m).
Ai campionati europei tenutisi a Roma nel 1985 è nuovamente primo classificato e ottiene il record con 1,53 m.
Nel 1986 è la volta dei campionati mondiali in Svezia, a Göteborg: anche in questa circostanza Italo raggiunge il gradino più alto del podio e determina un ulteriore record: 1,54 m.
L'apice della parabola sportiva è toccato nel 1988 agli VIII Giochi paralimpici estivi di Seul, dove conquista la sua seconda medaglia paralimpica, con il record (tuttora imbattuto) di 1,59 m.
A livello italiano, Italo Sacchetto, sempre negli anni in cui si è dedicato alle specialità atletiche, ha conquistato per cinque volte il titolo nazionale nel salto in alto, tre volte nel salto in lungo, due nel salto triplo. È stato detentore di un titolo anche nei 400 metri piani, negli 800 metri piani, nel lancio del disco e nel getto del peso.

### Goalball e torball
Con la società ASDIVE Venezia ha vinto il campionato italiano di goalball nella stagione 1992-1993, quindi il campionato di torball nella stagione 1993-1994 e ancora il campionato di goalball nel 1994-1995. Ha partecipato a numerosi tornei internazionali di diversa rilevanza, conseguendo con la squadra la Coppa Europa per club nel 1994.

## Onorificenze
- 2010 - Cavaliere dell'Ordine al merito della Repubblica italiana;[2]
- 1984 - Medaglia d'oro, campione mondiale;[3]
- 2014 - Leone d'argento;[4]